# Heartstopper Forever
Heartstopper Forever es una próxima película para televisión que sirve como final para la serie de comedia romántica, Heartstopper. Fue escrita por Alice Oseman y dirigida por Wash Westmoreland. Es una adaptación del sexto volumen de la serie de novelas gráficas de Oseman. Kit Connor y Joe Locke repiten sus respectivos papeles de la serie como Nick Nelson y Charlie Spring, y también serán productores ejecutivos. El estreno de la película está previsto para 2026 en Netflix.

## Producción

### Desarrollo
La creadora de la serie, Alice Oseman, declaró originalmente que esperaba que Heartstopper durara cuatro temporadas para adaptar completamente la serie de novelas gráficas del mismo nombre. Después de la tercera temporada, el futuro de la serie se volvió incierto. Según se informa, esto se debió a una caída del 30% en las cifras de audiencia de la temporada anterior y posibles complicaciones con los contratos entre el elenco. Oseman y el productor ejecutivo Patrick Walters dijeron que estaban trabajando para conseguir una renovación.
El 22 de abril de 2025, se informó que Netflix optó por encargar un largometraje que sirviera como final de la serie en lugar de una cuarta temporada. La película será escrita por Oseman como una adaptación del sexto y último volumen de la serie de novelas gráficas, así como de la novela corta, Nick y Charlie. Los protagonista de la serie Kit Connor y Joe Locke ocuparán un rol como productores ejecutivos del final. En julio de 2025 se reveló que el título sería Heartstopper Forever.

### Reparto
Antes de que se diera luz verde a la película, tanto Connor como Locke expresaron interés en regresar para una cuarta temporada de Heartstopper. Una vez confirmado, se informó que ambos repetirían sus papeles de Nick y Charlie, respectivamente. Se espera que más adelante se revelen otros miembros del reparto.

### Rodaje
La película es dirigida por Wash Westmoreland. La fotografía principal comenzó el 9 de junio de 2025, y Oseman reveló que la filmación estaba a más de la mitad el 2 de julio. El elenco reveló en línea que la filmación había finalizado el 27 de julio.

## Lanzamiento
La película se estrenará en 2026 en Netflix.